# Casa romana de la calle Añón de Zaragoza

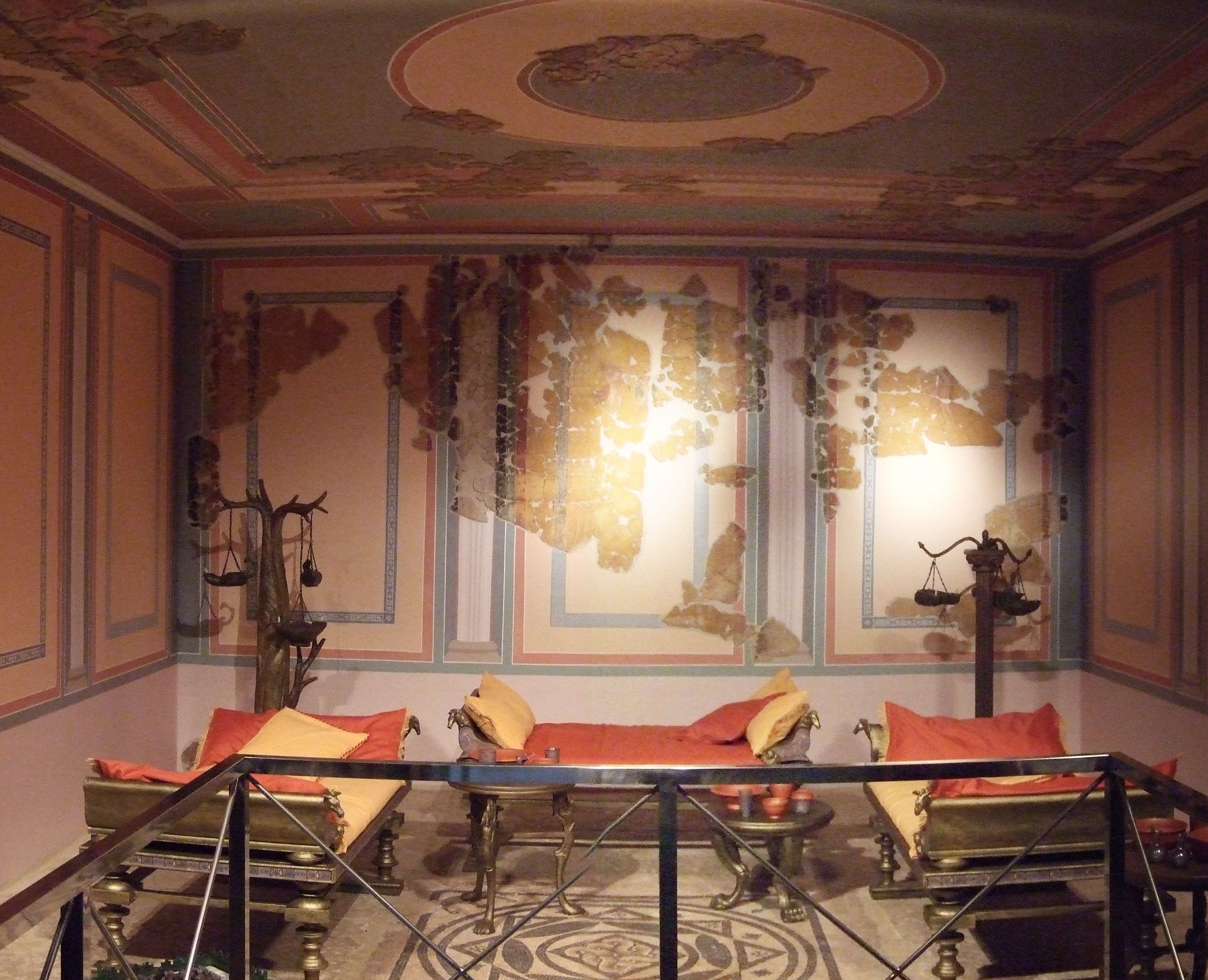
Triclinium de la casa romana de la calle Añón.

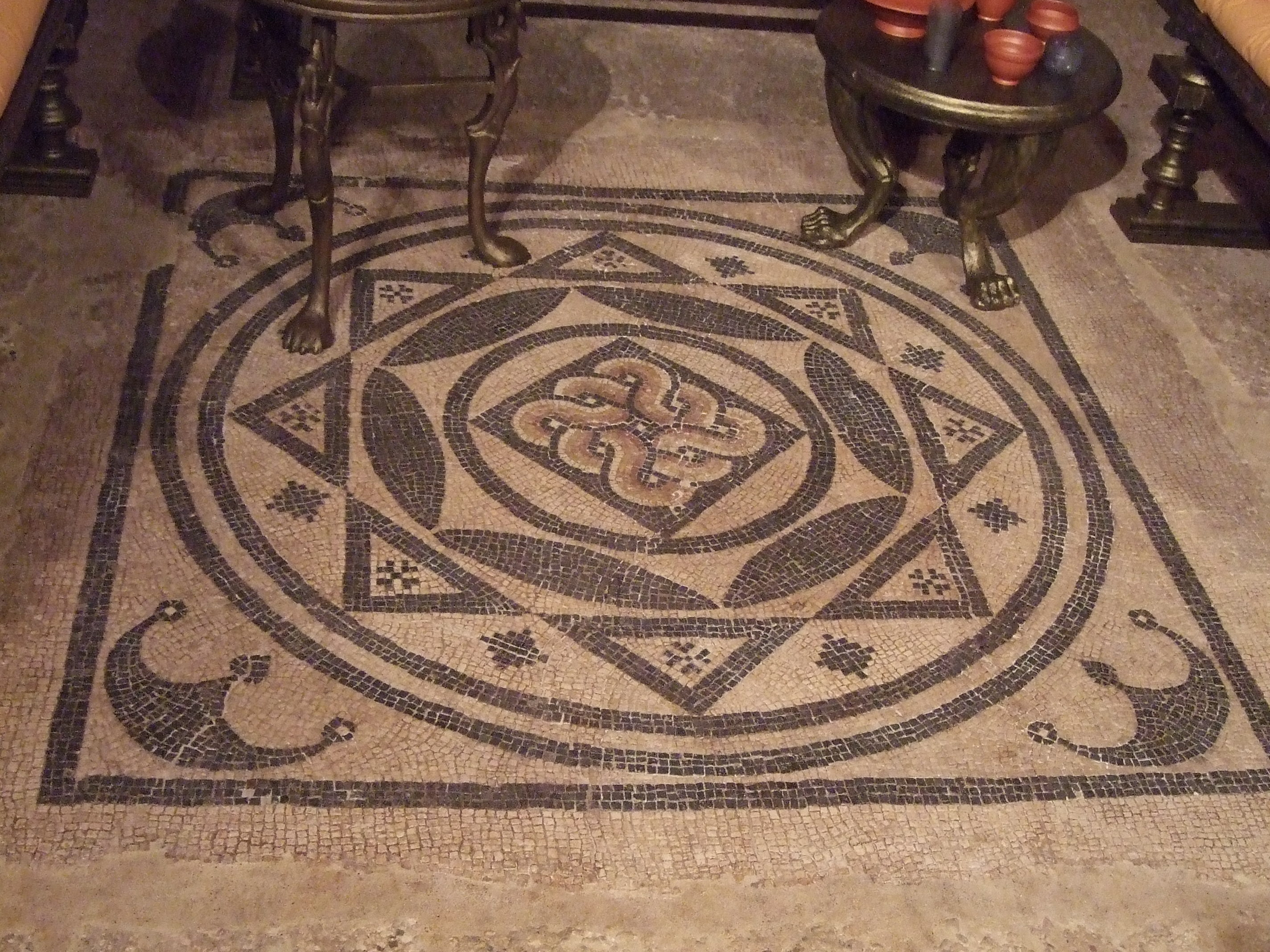
Mosaico del triclinium.

La casa romana de la calle Añón de Zaragoza es un yacimiento arqueológico aparecido en mayo del año 2000 en la calle Pedro Garcés de Añón (barrio de la Magdalena) de Zaragoza que da testimonio de los restos de una domus o vivienda de carácter señorial de Caesaraugusta de época claudia (segundo cuarto del siglo I d. C.). En el Museo de Zaragoza se reconstruyó el triclinio o comedor de esta casa, a partir de los restos encontrados y los estudios arqueológicos elaborados.
Los restos arqueológicos in situ de la domus del solar excavado documentan, además del triclinium (o comedor) de la domus, un atrio y ocho estancias de habitación abiertas a un patio con impluvium o estanque, dos mosaicos (uno de ellos perteneciente al triclinium), y canalizaciones hidráulicas. Su ubicación extramuros de lo que se suponía el perímetro de las murallas de Caesaraugusta han hecho suponer que la superficie urbanizada se extendía más allá de lo que fue la ciudad romana del siglo III e incluso (según investigaciones de 2003), que la colonia romana de Caesaraugusta del siglo I carecía de murallas.
El triclinium romano es una reconstrucción de una habitación muy representativa de la casa. Sus dimensiones son: largo de 6,6 m; ancho de 5,5 m y 3,5 m de alto. Se utilizaron en esta recreación los restos fragmentarios de la pintura mural y del techo, y los del pavimento, un mosaico tricromo geométrico situado en el centro de la pieza. La decoración pictórica pertenece a la transición entre el III y IV estilo pompeyano. En las paredes aparecen, además, imágenes volantes de amorcillos portadores de cráteras y rayos de Júpiter. En el techo se muestra a Baco acostado y acompañado por un cortejo de animales fantásticos (un hipocampo) y exóticos (dos panteras), y motivos vegetales; todo ello formando un ciclo báquico.
La casa de la calle Añón es el único edificio doméstico de Caesaraugusta donde se puede observar un conjunto homogéneo de pintura, estuco y pavimentación de mediados del siglo I d. C. Es, además, uno de los escasos ejemplos de la pintura de transición del III al IV estilo pompeyano (de la primera mitad del siglo I), que no tiene en Italia testimonios paralelos, salvo alguna muestra marginal de Herculano.